# Jacinto B. Treviño

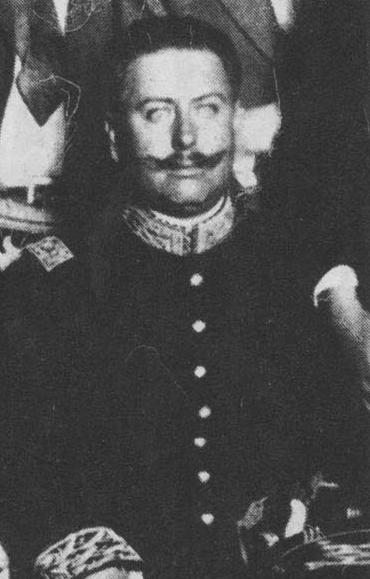
Jacinto B. Treviño

Jacinto B. Treviño González (Ciudad Guerrero, 11 september 1883 - Mexico-Stad, 5 november 1971) was een Mexicaans politicus en militair.
Treviño volgde een militaire opleiding en maakte deel uit van de presidentiële garde van president Francisco I. Madero (1911-1913). Na de staatsgreep van Victoriano Huerta was hij samen met Venustiano Carranza, Francisco Sánchez en Lucio Blanco de opsteller van het Plan van Guadalupe, waarin zij opriepen tot het omverwerpen van Huerta. Treviño werd divisiegeneraal in Carranza's Constitutionalistisch leger en was in 1914 korte tijd diens minister van Defensie. Na de scheuring in het revolutionaire leiderschap na de val van Huerta bleef hij de constitutionalisten trouw, en leidde de constitutionalistische troepen in 1915 naar de overwinning op de conventionalisten in de Slag bij El Ébano.
In 1917 richtte hij met Carranza's goedkeuren. de Nationaal Coöperativistische Partij (PNC) op, waarvan hij de eerste voorzitter werd, en steunde in 1920 het Plan van Agua Prieta waarin Plutarco Elías Calles, Adolfo de la Huerta en Álvaro Obregón Carranza uit het zadel stootten en was minister van Industrie en Handel tijdens De la Huerta's interim-regering. Aanvankelijk stond hij aan de zijde van de regering, maar vervreemdde zich daar in de jaren 20 steeds meer van, zodat hij zich in 1929 aansloot bij de opstand van José Gonzalo Escobar. Hij werd gedwongen het land te ontvluchten en kon pas in de jaren 40 terugkeren. In 1954 richtte hij, gesteund door een aantal andere generaals die probeerden de oorspronkelijke idealen van de Mexicaanse Revolutie weer meer op de voorgrond te plaatsen de Authentieke Partij van de Mexicaanse Revolutie (PARM) op, waarvan hij tot 1957 de voorzitter was. De PARM werd echter opgericht bij de gratie van president Adolfo Ruiz Cortines (1952-1958) en in werkelijkheid werd de PARM echter gesteund door de regerende Institutioneel Revolutionaire Partij (PRI) en werd het de satellietpartij bij uitstek. De PARM steunde meestal gewoon de PRI-kandidaten tijdens verkiezingen, en kreeg in ruil daarvoor een aantal zetels in de Kamer van Afgevaardigden. Treviño zelf diende een termijn als senator. Hij overleed in 1971